# Куткін Володимир Сергійович
Володимир Сергійович Ку́ткін (нар. 12 листопада 1926, Житомир — пом. 10 березня 2003, Київ) — український графік, живописець; член Спілки художників України з 1961 року.

## Біографія
Народився 12 листопада 1926 року в місті Житомирі (тепер Україна) у родині службовця. У 1933 році його сім'я переїхала до Києва. У 1938 році вступив до Київської художньої школи імені Т. Г. Шевченка. Закінчив навчання після німецько-радянської війни. У 1948 році вступив до Київського державного художнього інституту на факультет графіки. 1 липня 1950 року був заарештований органами Міністерства державної безпеки і засуджений до восьми років позбавлення волі за звинуваченням у антирадянській пропаганді й агітації та український націоналізм. Покарання відбував у В'ятських таборах. 14 січня 1955 року, через відсутність складу злочину, був достроково звільнений. Того ж року відновив навчання в інституті, яке з відзнакою закінчив 1959 року. Його викладачами були Олександр Пащенко, Іван Селіванов, Олександр Данченко, Василь Касіян, Іларіон Плещинський.
У 1959–1961 роках працював у Києві художнім редактором видавництва «Радянська школа». Потім на творчій роботі. Жив у Києві в будинку на Русанівській набережній № 24/51, квартира 99. Помер в Києві 10 березня 2003 року.

## Творчість
Працював в галузі станкової, книжкової графіки, живопису та монументально-декоративного мистецтва (техніки — малюнок, акварель, офорт, лінорит, пастель, олія). Малював портрети діячів культури й історії України, козаків і селян, відтворював події української історії. Серед робіт:
- мозаїчне панно «Великий Кобзар» (1969; в експериментальній школі в українському мікрорайоні Ташкента);

графіка
- «Крим» (1956, кольорова ліногравюра);
- «Лісовичок» (1962, ліногравюра);
- «Т. Шевченко» (1961; 1964; 1984; 1986);
- «Князь Ігор» (1986);
- «Автопортрет» (1987; 1997; 1998);
- «Леся Українка» (1989);
- триптих «Правда України» (1990);

серії
- пейзажів і портретів, присвячена XXIV з'їздові КПРС та XXIV з'їздові КП України (1970);
- ліноритів:
  - «За мотивами творчості Т. Шевченка» (1959—1965, ліногравюри);
  - «Земле моя» (1966, ліногравюра);
  - «ГУЛАГ» (1987—2003);
- акварелей і малюнків «Дім, в якому ми живемо» (1962—2001);
- малюнків:
  - «Донбас» (1972);
  - «День Перемоги» (1971—1993);
  - «Україна. Образи героїчної доби» (1977—2003);
  - «Голод. 1933» (1988);

ілюстрації до
- збірки «Кобзар» Тараса Шевченка (1963, співавтори Олександр Данченко та інші; 1986; Київ);
- роману «Тронка» Олеся Гончара (1966; Київ);
- збірки новел «Гармонія» Григорія Косинки (1969—1971; видано 1981; Київ);

живопис
- «Голосієве. Осінь» (1989);
- «Тихий вечір» (1997);
- «Пейзаж із білими лілеями» (1998);
- «Святі береги» (1999);
- «Кошовий П. Калнишевський» (1999).

Брав участь у міських виставках з 1957 року (дебютував на виставці творів молодих художників у Києві), республіканських — з 1960 року, всесоюзних — з 1962 року, закордонних — з 1963 року. Персональні відбулися у Каневі (1981), Києві (1995—1997, 1999, 2001—2002), Білій Церкві (2000), посмертні у Києві (2004, 2006) та Житомирі (2009).
Деякі картини зберігаються в Національному художньому музеї України, Національному музеї Тараса Шевченка, Харківському та Донецькому художніх музеях, Житомирському краєзнавчому музеї.

## Відзнаки
- Срібна медаль Міжнародної виставки книги у Лейпцизі (1965);
- Заслужений діяч мистецтв УРСР з 1967 року;
- Республіканська премія ЛКСМУ імені Миколи Островського за 1966 рік;
- Медаль та Почесна грамота Президії Верховної Ради УРСР;
- Народний художник України з 2001 року.